# 写真で格闘!フォトファイターX
『写真で格闘!フォトファイターX』（しゃしんでかくとう フォトファイターエックス、英語: Photo Dojo）は、2009年12月16日に任天堂が開発・発売したニンテンドーDSiウェアである。アメリカでは2010年5月10日発売。

## 概要
ニンテンドーDSi本体内側のカメラとマイクを使って、姿や声を取り込んでファイターを作ることができる格闘ゲーム。写真はステージ背景としての使用も可能である。

## ファイターのタイプ
拳法マスター
得意技は回転キック。
波動マジシャン
得意技は波動の技。
野生の弾丸
得意技は体当たり。
破壊の帝王
得意技はパンチ/巨大化。

## モード
一人モード
横スクロールアクションゲーム風の画面になり、100人の敵を倒していくモード。自キャラ以外の収録したファイターが敵として登場し、巨大な者や小さい敵も登場する。
対戦モード
本体一台での対戦が可能で、2P側の操作方法はA・Yで移動、Bでしゃがむ、Xでジャンプを、攻撃はRボタンで行うようになっている。